# Justin Champagnie
Justin John Champagnie, né le 29 juin 2001 dans l'arrondissement de Staten Island à New York, est un joueur américain de basket-ball évoluant au poste d'ailier. 
Il est le frère jumeau de Julian Champagnie.

## Biographie

### Université
Le 10 mai 2021, Justin Champagnie se présente officiellement pour la draft 2021.

### Carrière professionnelle
Il n'est pas sélectionné lors de la draft, mais en août 2021, il signe un contrat two-way en faveur des Raptors de Toronto pour la saison à venir.
Durant l'été 2022, il re-signe pour deux saisons en faveur des Raptors de Toronto. Il est coupé fin décembre 2022.
Il est licencié par les Raptors en décembre 2022. Début janvier 2023, il rejoint le Skyforce de Sioux Falls, une équipe de NBA G League.
Début avril 2023, il signe jusqu'à la fin de saison aux Celtics de Boston.
En février 2024, il signe pour 10 jours en faveur des Wizards de Washington. Début mars 2024, il prolonge avec les Wizards via un contrat two-way. En mars 2025, son contrat two-way est converti en un contrat standard de quatre saisons.

## Statistiques

### Universitaires
Les statistiques de Justin Champagnie en matchs universitaires sont les suivantes :
| Saison    | Équipe     | Matchs | Titul. | Min./m | % Tir | % 3pts | % LF | Rbds/m. | Pass/m. | Int/m. | Ctr/m. | Pts/m. |
| --------- | ---------- | ------ | ------ | ------ | ----- | ------ | ---- | ------- | ------- | ------ | ------ | ------ |
| 2019-2020 | Pittsburgh | 33     | 27     | 32,9   | 42,1  | 26,2   | 77,7 | 7,00    | 0,70    | 1,10   | 0,80   | 12,70  |
| 2020-2021 | Pittsburgh | 20     | 19     | 34,4   | 47,7  | 31,1   | 71,1 | 11,10   | 1,60    | 1,20   | 1,30   | 18,00  |
| Carrière  | Carrière   | 53     | 46     | 33,4   | 44,6  | 28,0   | 74,5 | 8,50    | 1,00    | 1,10   | 1,00   | 14,70  |

### Professionnelles

#### Saison régulière
| Saison    | Équipe   | Matchs | Titul. | Min./m | % Tir | % 3pts | % LF  | Rbds/m. | Pass/m. | Int/m. | Ctr/m. | Pts/m. |
| --------- | -------- | ------ | ------ | ------ | ----- | ------ | ----- | ------- | ------- | ------ | ------ | ------ |
| 2021-2022 | Toronto  | 36     | 0      | 7,8    | 46,3  | 35,7   | 100,0 | 2,00    | 0,30    | 0,20   | 0,10   | 2,30   |
| Carrière  | Carrière | 36     | 0      | 7,8    | 46,3  | 35,7   | 100,0 | 2,00    | 0,30    | 0,20   | 0,10   | 2,30   |

## Records sur une rencontre en NBA
Les records personnels de Justin Champagnie en NBA sont les suivants, :
| Type de statistique        | Saison régulière | Saison régulière     | Saison régulière | Playoffs | Playoffs              | Playoffs    |
| Type de statistique        | Record           | Adversaire           | Date             | Record   | Adversaire            | Date        |
| -------------------------- | ---------------- | -------------------- | ---------------- | -------- | --------------------- | ----------- |
| Points                     | 31               | @ Bucks de Milwaukee | 28 décembre 2024 | 2        | 76ers de Philadelphie | 14 mai 2023 |
| Paniers marqués            | 13               | @ Bucks de Milwaukee | 28 décembre 2024 | 1        | 76ers de Philadelphie | 14 mai 2023 |
| Paniers tentés             | 15               | @ Bucks de Milwaukee | 28 décembre 2024 | 2        | 2 fois                | 2 fois      |
| Paniers à 3 points réussis | 5                | @ Bucks de Milwaukee | 28 décembre 2024 | -        | -                     | -           |
| Paniers à 3 points tentés  | 8                | @ Bulls de Chicago   | 25 mars 2024     | 2        | 76ers de Philadelphie | 3 mai 2023  |
| Lancers francs réussis     | 6                | Rockets de Houston   | 19 mars 2024     | -        | -                     | -           |
| Lancers francs tentés      | 6                | Rockets de Houston   | 19 mars 2024     | -        | -                     | -           |
| Rebonds offensifs          | 6                | 3 fois               | 3 fois           | -        | -                     | -           |
| Rebonds défensifs          | 10               | @ Nuggets de Denver  | 15 mars 2025     | -        | -                     | -           |
| Rebonds totaux             | 14               | Celtics de Boston    | 15 décembre 2024 | -        | -                     | -           |
| Passes décisives           | 4                | 2 fois               | 2 fois           | -        | -                     | -           |
| Interceptions              | 5                | Grizzlies de Memphis | 8 décembre 2024  | -        | -                     | -           |
| Contres                    | 3                | 3 fois               | 3 fois           | -        | -                     | -           |
| Balles perdues             | 4                | Hawks d'Atlanta      | 8 février 2025   | -        | -                     | -           |
| Minutes jouées             | 44               | Knicks de New York   | 28 décembre 2024 | 5        | 76ers de Philadelphie | 3 mai 2023  |

- Double-double : 6
- Triple-double : 0

Dernière mise à jour : 7 avril 2025

## Vie privée
Il est le frère jumeau de Julian, joueur des 76ers de Philadelphie puis des Spurs de San Antonio.